# Outajärvi
Outajärvi är en sjö i Kiruna kommun i Lappland och ingår i Torneälvens huvudavrinningsområde. Sjön har en area på 0,139 kvadratkilometer och ligger 344 meter över havet.

## Delavrinningsområde
Outajärvi ingår i det delavrinningsområde (760806-176499) som SMHI kallar för Utloppet av Mannajärvi. Medelhöjden är 341 meter över havet och ytan är 13,93 kvadratkilometer. Räknas de 26 avrinningsområdena uppströms in blir den ackumulerade arean 448,78 kvadratkilometer. Idijoki (Jierijoki) som avvattnar avrinningsområdet har biflödesordning 3, vilket innebär att vattnet flödar genom totalt 3 vattendrag innan det når havet efter 431 kilometer. Avrinningsområdet består mestadels av skog (44 procent) och sankmarker (42 procent). Avrinningsområdet har 1,87 kvadratkilometer vattenytor vilket ger det en sjöprocent på 13,4 procent.